# Мамрин
Мамри́н (раніше Маврик, Маврин) — село в Україні, у Житомирському районі Житомирської області. Входить до складу Харитонівської сільської громади. Населення становить 346 осіб.

## Історія
На початку ХХ століття навколишні землі були куплені управляючим-економом одного з місцевих поміщиків на прізвище Маврин. Від прізвища і пішла назва поселення, з часом було лише замінено літеру «в» на «м». Тут було споруджено 2 великі будинки, висаджено красивий липовий парк. На північ від маєтку знаходилось декілька будинків селян-хуторян. 
У довіднику «Список населених пунктів Київської губернії» (1900) вміщено першу згадку про поселення: 
«Ферма Маврик (власницька). У ній дворів - 1, жителів обох статей - 5 осіб, із них чоловіків - 3 і жінок - 2. Головне заняття жителів - землеробство. Відстань від повітового міста до ферми - 31 верста, від найближчих: залізничної станції - 26 верст, пароплавної - 93 версти, поштово-телеграфної і поштової (земської) - 3 версти. Залізнична станція носить назву Житомир, пароплавна - Київ. Поштово-телеграфна станція і поштова (земська) станція - знаходяться у м. Коростишів. Ферма належить Олексію Петровичу Племянникову; земля показана при м. Коростишів».
Після революційних подій 1917-1920 років в опустілі 2 великі будинки було поселено 8 сімей, які працювали на агробазі «Козак». В 1925 році 25 десятин землі біля Мамрина приєднали до харитонівської артілі «Ясна зірка». У 1926 в 14 дворах проживали 52 жителі. З 1923 року село входило до складу Стрижівської сільської ради, з 1941 року  до складу Харитонівської сільської ради.
На початку 30-х років жителів Мамрина було прийнято до Харитонівского колгоспу. В той же час в Мамрин почали переселяти хуторян з навколишніх земель.
На північ від Мамрина в кінці 30-х років знаходилась казарма невеликої військової частини зв'язку та декілька будинків для офіцерів. У 1941 році в 36 дворах проживало 138 чоловік.
Під час окупації району німецько-нацистськими загарбниками на території військової частини на північ від Мамрина діяв концентраційний табір, де перебували сотні полонених червоноармійців, а також схоплені нацистами цивільні люди.
В післявоєнний час, у зв'язку з побудовою буровугільних шахт та залізничної станції, населення Мамрина почало зростати. 1965 року в 85 будинках проживали 280 чоловік. На місці розбомблених довоєнних казарм виникла 19-та будівельна дільниця та було встановлено дизель для подання електроенергії на місцеві шахти й освітлення Коростишева. Тут же виникли ремонтний завод, який в 90-ті роки змінив назву на «Реммашторф» та ПМК-159.
У кінці 80-х років ХХ століття було виділено місце під забудову нової вулиці.